# Hacıhaliloğlu, Kadirli
Hacıhaliloğlu là một xã thuộc huyện Kadirli, tỉnh Osmaniye, Thổ Nhĩ Kỳ. Dân số thời điểm năm 2010 là 222 người.